# Бристоль (Нью-Гемпшир)
Бристоль (англ. Bristol) — місто (англ. town) в США, в окрузі Ґрафтон штату Нью-Гемпшир. Населення — 3244 особи (2020).

## Демографія
Згідно з переписом 2010 року, у місті мешкали 3054 особи в 1283 домогосподарствах у складі 851 родини. Було 2488 помешкань
Расовий склад населення:
| - 96,9 % — білих - 0,7 % — азіатів - 0,3 % — чорних або афроамериканців - 0,2 % — корінних американців |

До двох чи більше рас належало 1,6 %. Частка іспаномовних становила 1,1 % від усіх жителів.
За віковим діапазоном населення розподілялося таким чином: 21,5 % — особи молодші 18 років, 63,0 % — особи у віці 18—64 років, 15,5 % — особи у віці 65 років та старші. Медіана віку мешканця становила 43,5 року. На 100 осіб жіночої статі у місті припадало 98,2 чоловіків;  на 100 жінок у віці від 18 років та старших — 95,3 чоловіків також старших 18 років.
Середній дохід на одне домашнє господарство  становив 61 289 доларів США (медіана — 53 894), а середній дохід на одну сім'ю — 74 211 долар (медіана — 66 593). Медіана доходів становила 44 821 долар для чоловіків та 41 458 доларів для жінок. За межею бідності перебувало 11,1 % осіб, у тому числі 15,4 % дітей у віці до 18 років та 10,6 % осіб у віці 65 років та старших.
Цивільне працевлаштоване населення становило 1617 осіб. Основні галузі зайнятості: освіта, охорона здоров'я та соціальна допомога — 22,2 %, виробництво — 21,2 %, роздрібна торгівля — 14,7 %, науковці, спеціалісти, менеджери — 9,7 %.